# Hans Supritz
Hans Supritz, eigentlich Johann Valentin Supritz (* 18. April 1939 in Bačka Palanka (deutsch Plankenburg), Königreich Jugoslawien) ist Vorsitzender der Landsmannschaft der Donauschwaben in Baden-Württemberg und war bis 2024 Bundesvorsitzender der Landsmannschaft der Donauschwaben in Deutschland und Vizepräsident des Weltdachverbands der Donauschwaben.

## Leben
Hans Supritz’ Geburtsort Bačka Palanka in der Batschka gehörte 1939 zum Königreich Jugoslawien; zwei Jahre später geriet der Ort unter ungarische Verwaltung und gehört heute zur autonomen Provinz Vojvodina in Serbien. Nach langjährigen Aufenthalten in Arbeitslagern wurde seine Familie aus Jugoslawien vertrieben und gelangte 1954 nach Ulm. Nach einer Ausbildung zum Radiomechaniker schloss Supritz ein Studium in Nachrichtentechnik als Diplom-Ingenieur ab. 1963 heiratete er die Ulmerin Brigitte Dorsch und wurde Vater zweier Kinder.
Seit über 35 Jahren engagiert sich Hans Supritz in landsmannschaftlicher Arbeit, zunächst im Kreisverband Ulm, dann in der „Heimatortgemeinschaft (HOG) Bačka Palanka“ und seit 1993 im „Landesverband Baden-Württemberg der Donauschwaben“, dessen Vorsitzender er 1997 wurde. Von 2001 bis 2024 war Supritz Bundesvorsitzender der Landsmannschaft der Donauschwaben in Deutschland und war auch einer der Vizepräsidenten ihres Weltdachverbandes. Zudem ist er Vorstandsmitglied der „Stiftung Donauschwäbisches Zentralmuseum“ und gehört dem Stiftungsrat der „Donauschwäbischen Kulturstiftung des Landes Baden-Württemberg“ an. Weiter übt er die Funktion des Chefredakteurs der Vereinszeitschrift Der Donauschwabe – Mitteilungen aus. In der Vojvodina setzte er sich für die Errichtung von Gedenkstätten an den Orten der Vertreibung ein.

## Ehrungen
- Johann-Eimann-Plakette der Donaudeutschen Landsmannschaft, 2010.[5]
- Bundesverdienstkreuz am Bande, 30. April 2012.[6][7]
- Ulmer Band, 16. April 2021.[8]